# Аргамаков, Василий Фёдорович
Васи́лий Фёдорович Аргамако́в (1840—1896) — участник русско-турецкой войны 1877—1878 годов, генерал-майор.
Его брат Константин Фёдорович Аргамаков (1836—1907) — генерал-лейтенант и действительный тайный советник.

## Биография
Родился в 1840 году в старинной дворянской семье. Воспитывался в 1-м кадетском корпусе, из которого 16 июня 1859 года выпущен офицером в Павловский лейб-гвардии полк.
С 28 марта 1871 года — полковник. В качестве командира 61-й пехотный Владимирского полка, он участвовал в русско-турецкой войне 1877—1878 годов, находился в отряде М. Д. Скобелева под Плевной и при занятии высот Зелёных гор, и в общей атаке Плевненского лагеря. Владимирский полк особенно пострадал во время атаки Плевны 30 августа 1877 года; В. Ф. Аргамаков находился впереди полка, подавая пример самоотверженности и храбрости.
Затем Аргамаков, состоя в отряде М. Д. Скобелева, совершил переход через Балканские горы и участвовал в битве под Шейновым, закончившейся пленением армии Вессель-паши. Командуя авангардом колонны Скобелева, Аргамаков одним из первых был в Адрианополе, занятие которого русскими войсками обошлось, как известно, без выстрела. За боевые отличия во время войны Аргамаков был произведён в генерал-майоры (22 июля 1878 года, со старшинством на основании Манифеста 18 февраля 1762 года) и награждён орденом Святого Владимира 3-й степени, Святого Станислава 1-й степени с мечами и золотым оружием с надписью «За храбрость».
После войны Аргамаков состоял по армейской пехоте без должности, а с 1879 года состоял в запасных войсках по армейской пехоте.
Помимо своей боевой деятельности, Аргамаков был известен как знаток стрелкового дела. Он написал несколько статей, напечатанных в «Военном сборнике» и посвящённых вопросам стрелковой специальности; в их числе: «По вопросу о свойствах ружейного огня» и «Ружейный огонь и его применение». Были также напечатаны его «Воспоминания о войне 1877-78 гг.»
Умер, уже выйдя в отставку, 16 (28) июля 1896 года; был похоронен на Смоленском православном кладбище в Санкт-Петербурге.

## Награды
За свою службу В. Ф. Аргамаков был награждён рядом орденов, в их числе:
- орден Святого Станислава 2-й степени (1869 год; императорская корона к этому ордену пожалована в 1872 году)
- орден Святой Анны 2-й степени (1874 год)
- орден Святого Владимира 3-й степени с мечами (1878 год)
- орден Святого Станислава 1-й степени с мечами (1879 год)
- Золотое оружие с надписью «За храбрость» (1879 год)